# Liste der Philharmonie-Orgeln von M. Welte & Söhne
In dieser Liste der Philharmonie-Orgeln von M. Welte & Söhne sind alle bekannten selbstspielenden Orgeln nach originaler Machart dieses Unternehmens und seiner Niederlassung in den USA verzeichnet sowie anderer Orgeln mit Welte-Spielapparat. Diese Liste ist eine Ergänzung zum Hauptartikel M. Welte & Söhne, wo sich auch die zugrunde liegende Literatur findet.
Siehe auch
- Liste der Kinoorgeln von M. Welte & Söhne, beinhaltet auch Liste der von M. Welte & Sons Inc für Kinos gebauten Orgeln in den USA
- Liste der Kirchenorgeln von M. Welte & Söhne

| Jahr                      | Ort                                                                                     | Gebäude | Bild                                  | Manuale | Register | Bemerkungen |
| ------------------------- | --------------------------------------------------------------------------------------- | --- | ------------------------------------- | ------- | -------- | --- |
| 1904                      | St. Louis, USA                                                                          | Louisiana Purchase Exposition                                                                                       |                                       |         |          | Vorläufer-Modell als „Orchester-Orgel“ im Badischen Musikzimmer der Weltausstellung präsentiert, Gehäuse nach Entwurf von Hermann Billing, mit Rollenspielapparat                                                                          |
| 1909                      | Freiburg im Breisgau                                                                    | Firmengebäude M. Welte & Söhne                                                                                      |                                       |         |          | Aufnahmeinstrument, hier mit Max Reger. Zerstört bei den Luftangriffen auf Freiburg am 29. November 1944 |
| 1910–1916                 | New York City, USA                                                                      | Welte-Mignon Studio, 273 Fifth Avenue at 29th Street                                                                |                                       |         |          | |
| 1911                      | Turin, Italien                                                                          | Esposizione Internazionale delle Industrie e del Lavoro in Torino (1911), erste Präsentation der Philharmonie-Orgel | Kein Bild bekannt                     |         |          | Verbleib unbekannt |
| 1912                      | Freiburg im Breisgau                                                                    | Musikzimmer des Herrn W. (Edwin Welte) in Freiburg                                                                  |                                       |         |          | Verbleib unbekannt |
| 1912/1913                 | Poughkeepsie, New York, USA                                                             | Firmengebäude M. Welte & Sons in der South Avenue                                                                   | Kein Bild bekannt                     |         |          | Verbleib unbekannt |
| 1912/1913                 | New York, NY, USA                                                                       | Welte Mignon Studio, M. Welte & Sons, (Inc.), 273 5th Avenue                                                        |                                       |         |          | Aufnahmeinstrument, Verbleib unbekannt. Aufnahmeeinheit heute im Museum für Musikautomaten in Seewen, Schweiz. |
| 1912                      | Steamyacht Niagara                                                                      | Howard Gould |                                       |         |          | Die Yacht wurde 1917 von der US-Marine als Patrouillenboot erworben, die Orgel vermutlich abgewrackt |
| 1912/1913                 | London                                                                                  | Harrods |                                       |         |          | Bild mit Edwin Lemare an der Orgel, Prospekt noch in Teilen vorhanden |
| 1912/1913                 | Findon, West Sussex, England                                                            | Charles E. A. Hartridge, Findon Place                                                                               |                                       |         |          | Modell IVB, heute in „The Musical Museum“, Brentford, Stadt London |
| 1912–1914                 | Berlin                                                                                  | Steinway & Sons, Konzertsaal                                                                                        |                                       |         |          | Verbleib unbekannt |
| 1912–1913                 | Hamburg                                                                                 | Steinway & Sons, Konzertsaal                                                                                        |                                       |         |          | Verbleib unbekannt |
| 1912 oder 1913            | London                                                                                  | Steinway & Sons, Konzertsaal                                                                                        |                                       |         |          | Verbleib unbekannt |
| 1912 (?)                  | Eureka Springs, Arkansas, USA                                                           | Crescent Hotel and Spa                                                                                              |                                       |         |          | Originalstandort unbekannt, Modell IV |
| 1912                      | Originalstandort unbekannt, möglicherweise war das Instrument für die Titanic bestimmt. | |                                       |         |          | Jetzt im Deutschen Musikautomaten-Museum in Bruchsal, sogenannte Titanic-Orgel |
| 1914                      | New York City, USA                                                                      | Lord & Taylor, Fifth Avenue at 38th Street, Concert Hall (7th Floor)                                                | II/Welte Philharmonic Autograph Organ |         |          | Verbleib unbekannt |
| 1913                      | Magnolia, Essex County (Massachusetts), USA                                             | James Harrington Walker (Hiram Walker and Sons, Distillers), Summer Residence                                       |                                       |         |          | Eingelagert, steht zum Verkauf |
| 1913/1914                 | Gornsdorf                                                                               | Villa Uhlmann (heutige Bezeichnung: Villa Weilbach)                                                                 |                                       | II/P    | 10       | Noch am Originalstandort in Privatbesitz, wurde 2019–2021 mit Hilfe der DSD spielfähig restauriert → Orgel |
| 1930/1931                 | Dubrovnik, Kroatien                                                                     | William D. Zimdin, Villa Šeherezada                                                                                 |                                       | II/P    | 20       | Seit 2005 eingelagert, mit Welte-Rollenspielapparat. Inzwischen als nationales Kulturgut unter Denkmalschutz. Die Orgel wurde mit einer Kettensäge zerlegt und unsachgemäß im feuchten Keller der St. Jakov-Kirche in Dubrovnik deponiert. |
| 1913/1914/1920/ 1937/1969 | Seewen, Schweiz                                                                         | Museum für Musikautomaten                                                                                           |                                       | II/P    | 35       | Ursprünglich für die Britannic gebaut; 1920 Dr. August Nagel, (Kamerawerk Dr. August Nagel) Stuttgart-Wangen; 1937 Radium Lampenwerk GmbH, Wipperfürth; 1969 Museum für Musikautomaten. 2007 restauriert durch Orgelbau Kuhn               |
| 1913/1914                 | Tunbridge Wells, England                                                                | Sir David Lionel Salomons House, Science Theatre                                                                    |                                       | II/P    | 32       | Zusätzlicher Spielapparat für Welte-Orchestrion Nr. 10. Separate Echo-Orgel mit 349 Pfeifen oberhalb der Galerie. Heute Salomon Centre der Canterbury Christ Church University, 2004–2005 restauriert.                                     |
| 1916–1927                 | New York City, USA                                                                      | Welte-Mignon Studio, 665 Fifth Avenue at 53rd Street                                                                |                                       |         |          | |
| 1927                      | Tyringham, Buckinghamshire, England                                                     | Tyringham Hall, Temple of Music                                                                                     |                                       | II/P    | 22       | Keine Details bekannt |
| 1917                      | Miami, Florida, USA                                                                     | James Deering, Villa Vizcaya, jetzt Vizcaya Museum and Gardens                                                      |                                       | III     |          | Noch am Originalstandort, Kosten: $ 23,000; |
| 1916/1927                 | Welte-Mignon-Studios, New York City                                                     | 1927 an Eugene Meyer verkauft, dort in Sommerresidenz, (Washington DC?), USA                                        |                                       | III/P   | 36       | Mehrfach umgebaut, heute wohl Welte-Skinner-Orgel mit 10-fach Rollenwechsler, seit 1993 im Technik-Museum Speyer. Details der Herstellung nicht bekannt.                                                                                   |
| 1919                      | Ulm                                                                                     | Dr. Karl Höhn |                                       |         |          | Zerstört bei einem Luftangriff am 17. Dezember 1944 |
| 1924                      |                                                                                         | |                                       | II/P    | 20       | Vorgeschichte unbekannt, jetzt im Musikautomaten-Museum Bruchsal |
| 1926                      | Schloss Meggenhorn, Schweiz                                                             | Jakob Heinrich Frey-Baumann                                                                                         |                                       | II/P    | 13       | Noch am Originalstandort, siehe |
| 1923/1924                 | Americana, Brasilien                                                                    | Hermann Theodor Müller (1884–1951), Fábrica de Tecidos Carioba S.A.                                                 |                                       |         |          | Heute „Casa de Cultura Herman Müller“, Existenz der Orgel ungewiss |
| 1923/1924                 | Berlin                                                                                  | Privathaus Günther Quandt                                                                                           |                                       |         |          | Vermutlich 1944/45 zerstört |
| vor 1924                  | Menton, Frankreich                                                                      | Clinique St. Georges, Dr. Leblanc                                                                                   |                                       |         |          | Mit Rollenspielapparat. 1944 wurde das Haus durch Kriegseinwirkung zerstört. |
| um 1926                   | La Broque, Frankreich                                                                   | Ernest Marchal, Villa La Feuillée, 36, rue du général Leclerc                                                       |                                       |         |          | vermutlich noch am Ort |
| 1927                      | Köln                                                                                    | Café Schwerthof, Neumarkt                                                                                           | Kein Bild bekannt                     |         |          | Neubau des Cafés durch den Architekten Jacob Koerfer 1920–21, Verbleib der Orgel unbekannt, vermutlich Kriegsschaden. |
| 1929                      | Aschaffenburg                                                                           | Gentil-Haus, vormals Privathaus von Anton Gentil (1867–1951), Grünewaldstraße 20                                    |                                       |         |          | Noch am Originalstandort. Das Gentilhaus ist heute Teil der Museen der Stadt Aschaffenburg |
| 1929 (um)                 | Uccle                                                                                   | Odon Warland, 158, Avenue Circulaire, Uccle – Bruxelles                                                             |                                       |         |          | Verbleib unbekannt |
| unbekannt                 | Gent, Belgien                                                                           | Privathaus Maurice Hye                                                                                              |                                       |         |          | Verbleib unbekannt |
| unbekannt                 | Nizza, Frankreich                                                                       | Alexander von Falz-Fein, Villa les Palmieres                                                                        |                                       |         |          | Verbleib unbekannt |
| unbekannt                 | Villabella, Gemeinde Valenza, Italien                                                   | Ingegniere Oreste Simonotti, Villa Vittoria                                                                         |                                       |         |          | Verbleib unbekannt |
| unbekannt                 | Neuilly-sur-Seine, Frankreich                                                           | J. Poberejsky, 48, Boulevard de la Saussaye                                                                         |                                       |         |          | Æolian-Orgel mit Welte-Spielapparat, Verbleib unbekannt |
| unbekannt                 | Nizza, Frankreich                                                                       | Dr Leroux Heulard d'Arcy, 29 Boulevard Dubouchage                                                                   |                                       |         |          | Verbleib unbekannt |
| unbekannt                 | Gent, Belgien                                                                           | Privathaus Maurice Hye                                                                                              |                                       |         |          | Verbleib unbekannt |
| 1931                      | Blenheim Palace, Woodstock, Oxfordshire                                                 | Bibliothek |                                       |         |          | „Long Library organ“ von Henry Willis & Sons, 1891. 1902 von Norman & Beard innerhalb der Bibliothek verlegt. 1931 mit Welte-Rollenspielapparat ausgestattet. Noch am Originalstandort.                                                    |
| 1925 (ca.)                | Smyrna, heute Izmir, Türkei                                                             | The Oriental Carpet Manufacturers Ltd., Edmund H. Giraud                                                            |                                       |         |          | Verbleib unbekannt, kein Bild des Instrumentes bekannt |
| unbekannt                 | Nizza, Frankreich                                                                       | Hotel Busby, Mme. Busby, 38, Rue Maréchal Joffre                                                                    |                                       |         |          | Verbleib unbekannt |
| unbekannt                 | Blendecques, Saint-Omer, Frankreich                                                     | Prudent Avot Vallée, Château de Westhove                                                                            |                                       |         |          | Verbleib unbekannt |
| unbekannt                 | Florenz, Italien                                                                        | Horace Oakley, Via Boccaccio 119                                                                                    |                                       |         |          | Verbleib unbekannt |
| unbekannt                 | Kairo, Ägypten                                                                          | Palast des Khedive                                                                                                  | Kein Bild bekannt                     |         |          | Verbleib unbekannt |
| vor 1922                  | Beaulieu-sur-Mer, Frankreich                                                            | Villa Amélie, Prosper Ancel-Seitz                                                                                   | [ 16 ]                                |         |          | transferiert zu Louis Ancel, Paris, Boulevard Pereire 91 (Ancel Seitz, Avenue Raphaël 28), dort 1926 nachgewiesen, noch immer in Villa Amelie, teils zerstört                                                                              |
| zwischen 1920 und 1930    | Toorak, Melbourne, Australien                                                           | Wohnhaus Johann Traugott Noske                                                                                      |                                       |         |          | Ursprünglich mit Rollenspielapparat, in den 1930er-Jahren verkauft an die St John’s Lutheran Church, South Melbourne, die 1960 abgerissen wurde                                                                                            |
| 1912–1914                 | Paris                                                                                   | Hôtel Majestic | Kein Bild bekannt                     |         |          | Verbleib unbekannt |
| 1912–1914                 | Paris                                                                                   | Hôtel Le Meurice | Kein Bild bekannt                     |         |          | Verbleib unbekannt |
| unbekannt                 | Berlin                                                                                  | Hotel Esplanade, Bellevuestraße                                                                                     | Kein Bild bekannt                     |         |          | Vermutlich 1944/1945 zerstört |
| 1923–1924                 | Lindau                                                                                  | Dr. Franz Arthur Müllereisert                                                                                       |                                       |         |          | Verbleib unbekannt |
| unbekannt                 | England                                                                                 | Villa des Herrn G. in England                                                                                       |                                       |         |          | Verbleib und Originalstandort unbekannt |
| unbekannt                 | Scarborough, England                                                                    | Musikzimmer des Herrn F. in Scarborough                                                                             |                                       |         |          | Verbleib und Originalstandort unbekannt |
| unbekannt                 | Florenz, Italien                                                                        | Welte-Philharmonie-Orgel im Heim des Herrn K.[Kraft] in Florenz                                                     |                                       |         |          | Rom, seit 1946 im Palasciano-Saal im Hauptsitz des Italienischen Roten Kreuz (Croce Rossa Italiana), Via Toscana, 12 |
| unbekannt                 | Barcelona, Spanien                                                                      | Musiksalon des Herrn B. in Barcelona                                                                                |                                       |         |          | Verbleib und Originalstandort unbekannt |
| unbekannt                 | Philadelphia, USA                                                                       | im Heim des Herrn Wanamaker in Philadelphia, Walnut Street                                                          |                                       |         |          | Verbleib unbekannt, vom Gebäude steht nur noch die Fassade |
| unbekannt                 | Karlsruhe                                                                               | In der Villa des Herrn Dr. hc. W. (vermutlich Geheimrat Bürklin) in Karlsruhe                                       |                                       |         |          | Verbleib unbekannt |
| unbekannt                 | USA                                                                                     | Im Treppenhaus einer Villa in USA                                                                                   |                                       |         |          | Verbleib und Originalstandort unbekannt |
| zwischen 1912 und 1915    | Great Neck, Long Island, New York                                                       | In der Villa des Dr. Preston Pope Satterwhite, in Great Neck, Long Island                                           |                                       |         |          | 1927 brannte das Haus durch einen Kurzschluss in der Orgel ab |
| 1914                      | Tuxedo Park, New York                                                                   | Villa Spedden, Frederick O. Spedden                                                                                 |                                       |         |          | Noch am Originalstandort |
| 1912–1914 (?)             | Hamburg                                                                                 | Musiksalon einer Villa in Hamburg (Besitzer ungenannt)                                                              |                                       |         |          | Verbleib und Originalstandort unbekannt |
| 1912–1914 (?)             | Dresden                                                                                 | in der Villa des Herrn D.... in Dresden                                                                             |                                       |         |          | Verbleib und Originalstandort unbekannt |
| 1912–1914 (?)             | Berlin                                                                                  | In der Villa des Herrn Z.... in Berlin                                                                              |                                       |         |          | Verbleib und Originalstandort unbekannt |
| 1912–1914 (?)             | Berlin                                                                                  | Im Musikzimmer des Herrn H.... in Berlin                                                                            |                                       |         |          | Verbleib und Originalstandort unbekannt |
| 1912–1914                 | Beaulieu-sur-Mer, Nizza, Belle-Île-en-Mer, Grasse (Villa Henri), Frankreich             | Baron Albert de L’Espée                                                                                             |                                       |         |          | mehrere Instrumente, Verbleib und Standorte unbekannt |
| 1912–1914                 | Essen                                                                                   | Villa Hügel |                                       |         |          | Æolian-Orgel mit Welte-Rollenspielapparat, erhalten |
| 1925                      | Antibes (Cap d’Antibes), Frankreich                                                     | Villa von Lady Burton                                                                                               |                                       |         |          | bis 2012 in der Milhous Collection, Boca Raton, Florida, für $149,500 durch Sotheby’s versteigert |
| 1928                      | Oban, Schottland                                                                        | Glencruitten House, Ingram-Orgel Op. 957.                                                                           |                                       |         |          | Original mit Welte-Rollenspielapparat ausgestattet |

| Jahr         | Ort                                     | Gebäude                                                          | Bild | Manuale | Register | Bemerkungen |
| ------------ | --------------------------------------- | ---------------------------------------------------------------- | ---- | ------- | -------- | --- |
| nach 1918    | Sands Point, Long Island, USA           | Gould Guggenheim Estate                                          |      |         |          | Verbleib unbekannt |
| nach 1918    | Providence, Rhode Island, USA           | Dutee Wilcox Flint                                               |      |         |          | Verbleib unbekannt |
| nach 1918    | New York City, New York, USA            | Carl M. Loeb                                                     |      |         |          | Verbleib unbekannt |
| nach 1918    | South Hills, Englewood, New Jersey, USA | E. H. Kluge                                                      |      |         |          | Verbleib unbekannt |
| nach 1918    | New York City, New York, USA            | Simon William Straus, Ambassador Hotel New York                  |      |         |          | Das Haus wurde abgerissen |
| nach 1918    | New York City, New York, USA            | Martin Beck                                                      |      |         |          | Verbleib unbekannt |
| nach 1918    | Brooklyn, New York City, USA            | Alfred E. Clegg                                                  |      |         |          | Verbleib unbekannt |
| nach 1918    | Yonkers, New York City, USA             | Gertrude H. Thompson, Colonel William Boyce Thompson             |      |         |          | Verbleib unbekannt |
| 1916–1918    | Claymont, Delaware, USA                 | John J. Raskob                                                   |      |         |          | Verbleib unbekannt |
| um 1935–1937 | Lexington, Kentucky, USA                | Spindletop Hall, Miles Frank Yount, heute University of Kentucky |      |         |          | Welte-Kimball-Orgel, am Originalstandort |
| nach 1918    | Death-Valley-Nationalpark, USA          | Scotty’s Castle                                                  |      | III     | 15       | Details nicht bekannt, ein Produkt einer der Nachfolgefirmen von M. Welte & Sons nach 1918, wahrscheinlich eine Welte-Skinner-Orgel mit den Effekten einer Kinoorgel |
| 1919         | Sitges, Spanien                         | Charles Deering                                                  |      | III     |          | Nach: Music Trade Review, 13. Sept. 1919, S. 37 |